# Csalás és ámítás (film, 2006)
A Csalás és ámítás egy 2006-ban készült amerikai filmdráma Michael Keaton és Brendan Fraser főszereplésével. A film a Rotten Tomatoes kritikusaitól 35%-ot kapott.

## Történet
Ted Ryker (Keaton) kíméletlen értékesítési specialista, igazi hideg cápa. A cég, ahol dolgozik, negyedéves tervekkel dolgozik, amiket minden értékesítőnek el kell érnie. Mindig Ted vezeti a listát. A cég nehéz helyzetben van, komoly a konkurencia, és a vállalat új termékére még hónapokat kell várni, így nagy a nyomás az értékesítőkön. Ebbe a helyzetbe érkezik meg az új munkatárs, Jamie (Fraser), aki csetlik-botlik, nem igazán tud eladni és nagyon rosszak az eredményei. Ted ugyan szárnyai alá veszi Jamie-t, de leginkább annak menyasszonya, Belisa (Valletta) miatt, akibe beleszeret. Az egyre elkeseredettebben küszködő Jamie háta mögött viszonyt kezdenek.